# Porsche 911
La Porsche 911 è un'autovettura sportiva di tipo granturismo prodotta dalla casa automobilistica tedesca Porsche a partire dal 1963.
È tuttora in produzione, e nel corso degli anni ha avuto molti cambiamenti. Si possono, tuttavia, distinguere due serie fondamentali: le 911 con motore raffreddato ad aria (1963-1997) e le 911 "moderne" raffreddate a liquido (dal 1998 in poi).

## Storia ed evoluzione della "911"

### La "T7", la "Carrera Abarth" e la "901"

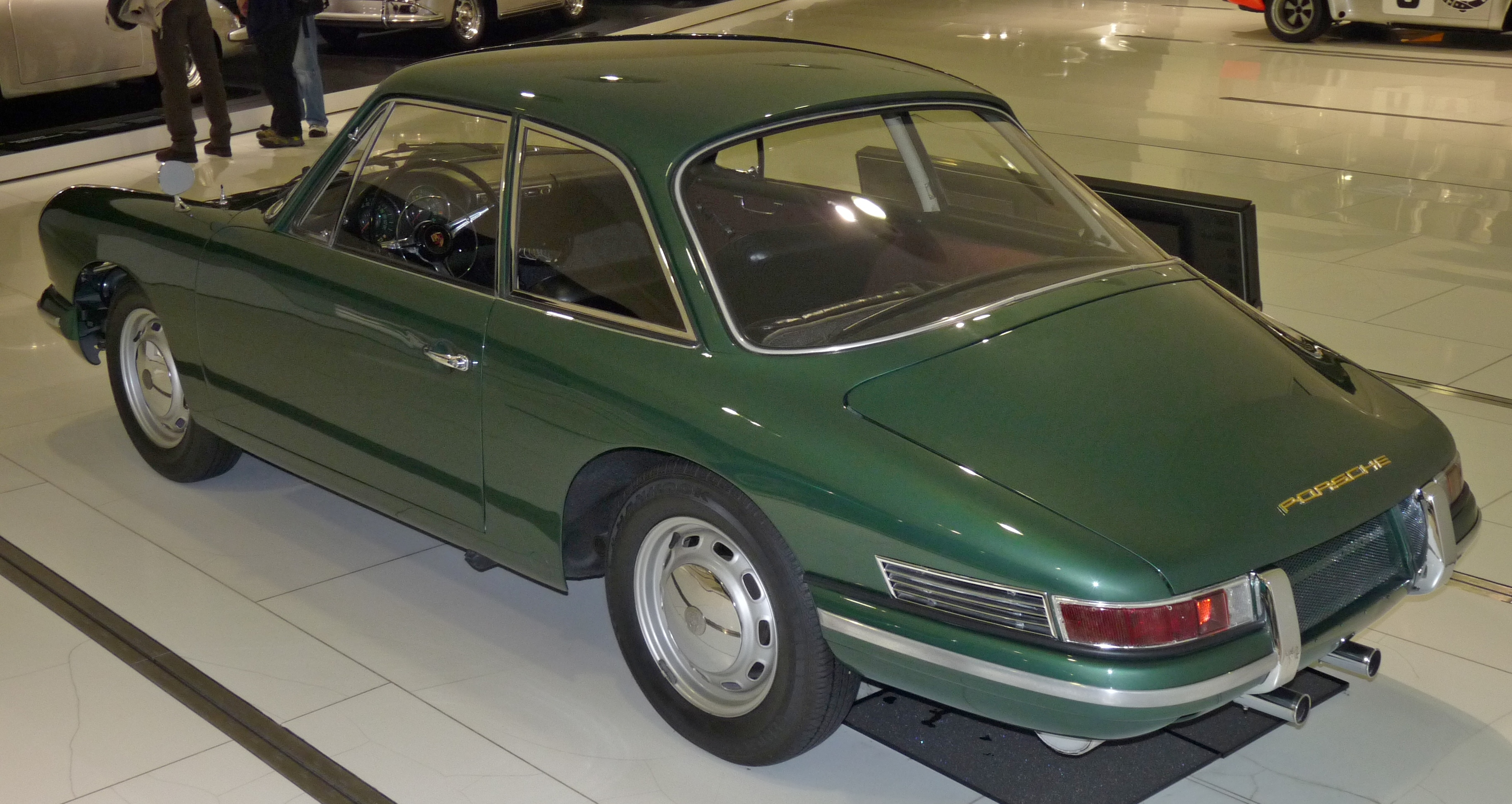
il prototipo "Porsche 754 T7" del 1959

Nel 1956 la Porsche 356 iniziava a sentire il peso degli anni.
Il motore 4 cilindri boxer raffreddato ad aria era nato nel 1948 con cilindrata di 1131 cm³ e una potenza di 40 CV. Era derivato, come altre componenti dell'auto, dalla Volkswagen Maggiolino.
Il vecchio 4 cilindri aveva raggiunto il massimo del suo potenziale di sviluppo con la versione 2.0 Carrera GS da 130 CV.
Per la progettazione della nuova vettura, Ferry Porsche si occupò della parte tecnica, affidando l'innovazione stilistica al figlio Ferdinand Alexander Porsche soprannominato, dai suoi familiari "Butzi".  Le linee guida stabilite in partenza prevedevano il mantenimento dell'impostazione tecnico-stilistica della 356: con il motore boxer raffreddato ad aria, montato posteriormente, ma con un'abitabilità sufficiente a ospitare 4 persone. 
La costruzione in serie di una tale vettura, avrebbe consentito alla Porsche di entrare nel mercato delle Gran turismo "due litri", con un prezzo concorrenziale rispetto ai modelli artigianali prodotti da numerosi carrozzieri italiani su meccaniche Alfa Romeo, Fiat e Lancia.

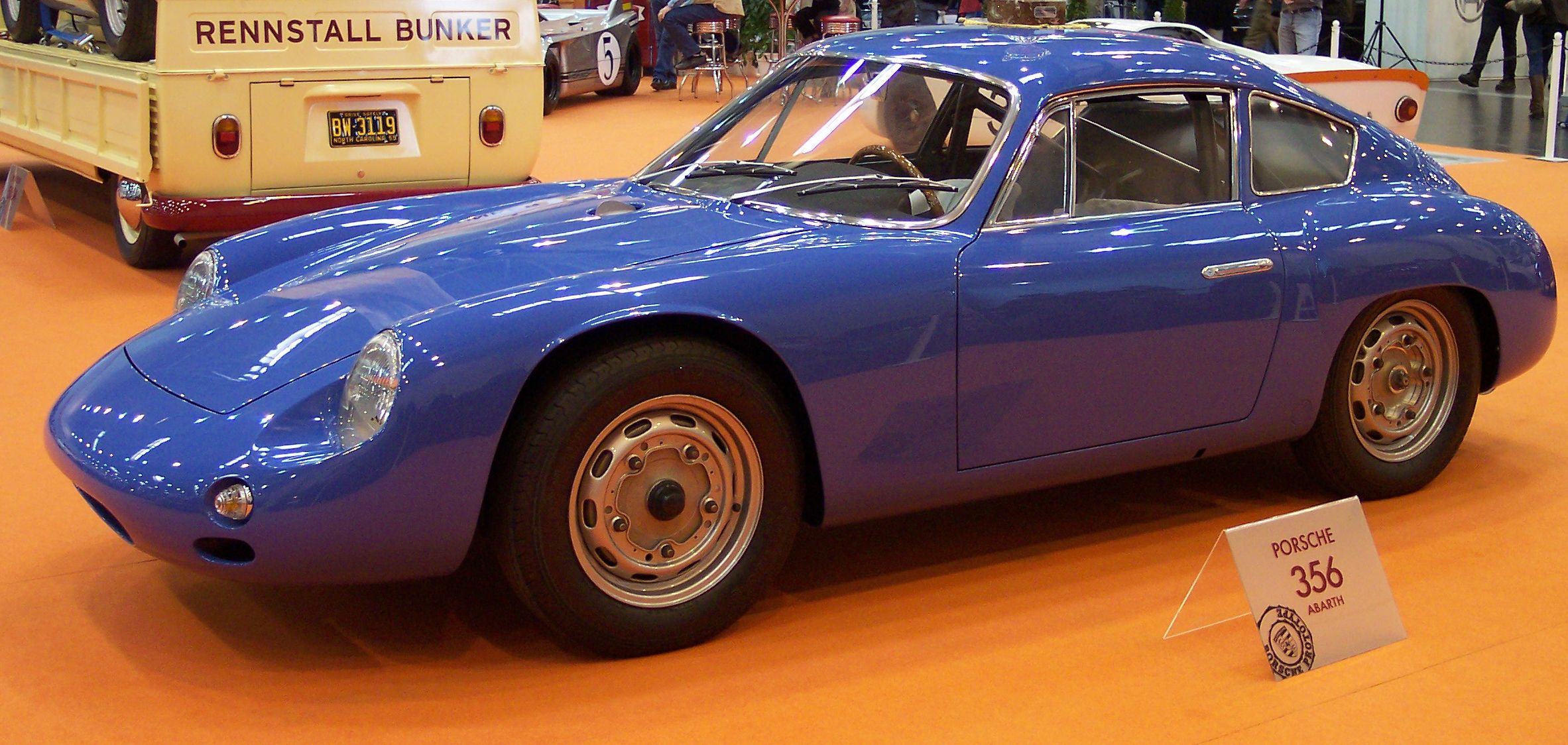
La "Porsche 356 Carrera Abarth GTL" del 1960

Lo sviluppo tecnico non diede gravi difficoltà e la nuova meccanica, incluso l'inedito 6 cilindri boxer, era pronta già nel 1961.
Problemi maggiori derivarono dalla definizione della carrozzeria. La soluzione trovata da Butzi alla fine del 1959, il prototipo "T7" (in seguito anche denominato "754"), non convinceva e le varie modifiche non riuscirono a trovare la giusta soluzione tra l'eleganza dell'aspetto e la necessità di ottenere il richiesto spazio per passeggeri dei sedili posteriori.
Un lungo lavoro di affinamento portò alle soluzioni più disparate e bizzarre, finché Butzi si vide costretto ad abbandonare l'iniziale punto programmatico dei 4 posti e ripiegare sulla configurazione 2+2, che consentiva di mantenere la linea di cintura iniziale, raccordando il padiglione con il cofano motore in una sola curva.

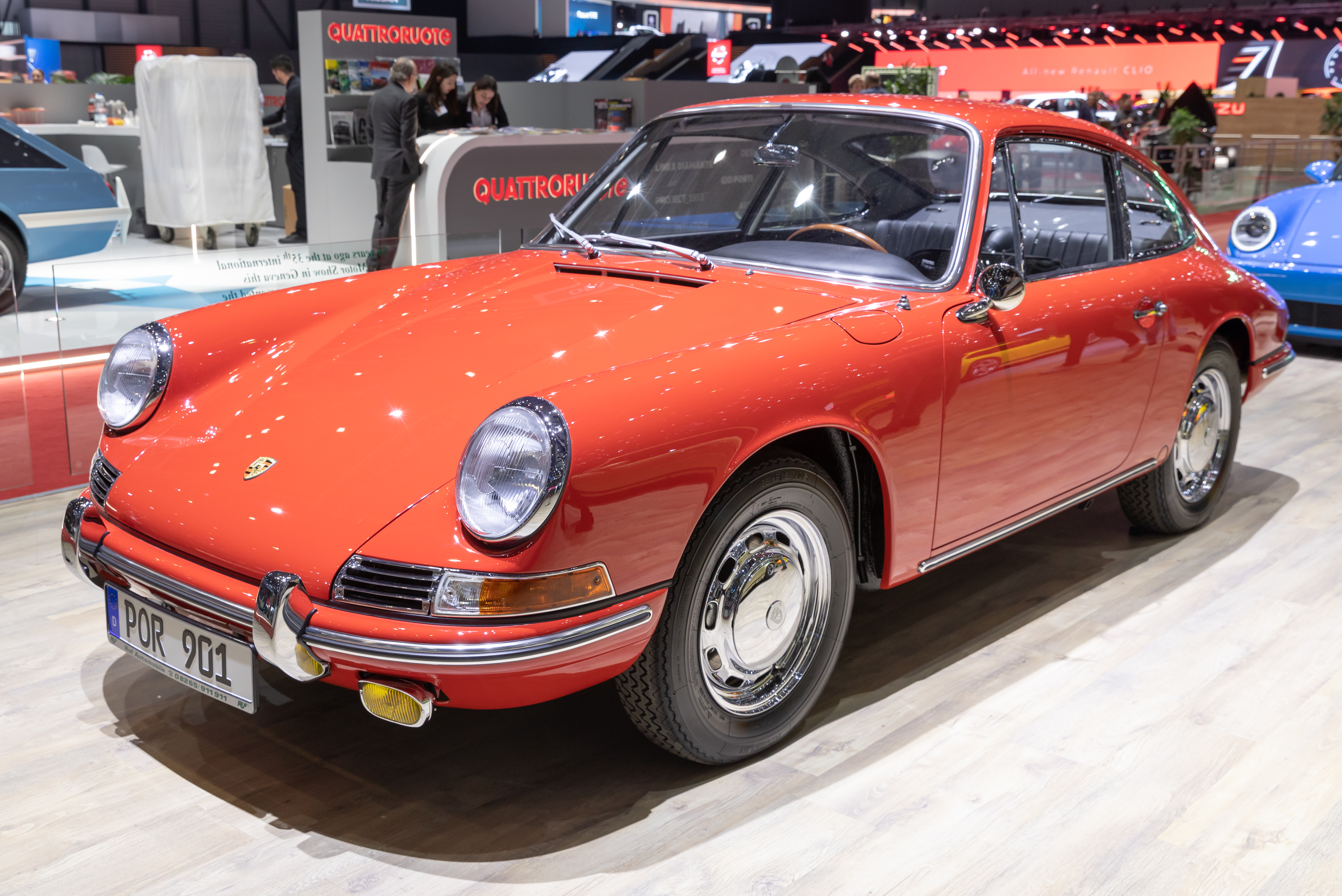
Uno degli 82 rari esemplari di "901" del 1964

Identica soluzione stilistica era stata adottata, nel 1960, da Franco Scaglione per la "356 Carrera Abarth" che, insieme alla "T7", può essere considerata la progenitrice della futura "911".
L'aspetto estetico risultò subito molto equilibrato e, ancor più la parentela stilistica con il modello "356". Per la nuova vettura venne scelta la sigla commerciale "901" e il primo esemplare costruito, di colore giallo, fu presentato al Salone dell'Automobile di Francoforte del 1963, ottenendo buoni apprezzamenti dal pubblico e dalla stampa specializzata.
La commercializzazione della nuova "901", avviata all'inizio del 1964, fu subito ostacolata dalla diffida della Peugeot ad usare quella sigla, poiché depositaria di tutti i numeri a tre cifre con lo zero al centro da utilizzare per i suoi modelli. La Porsche fu quindi costretta a modificare la sigla in "911" a partire dal 10 novembre 1964. Marchiati "901" furono soltanto i primi 82 esemplari già venduti, quasi tutti allestiti in maniera artigianale, dato che la produzione di serie ebbe inizio il 14 settembre di quell'anno.

### La 911 prima serie

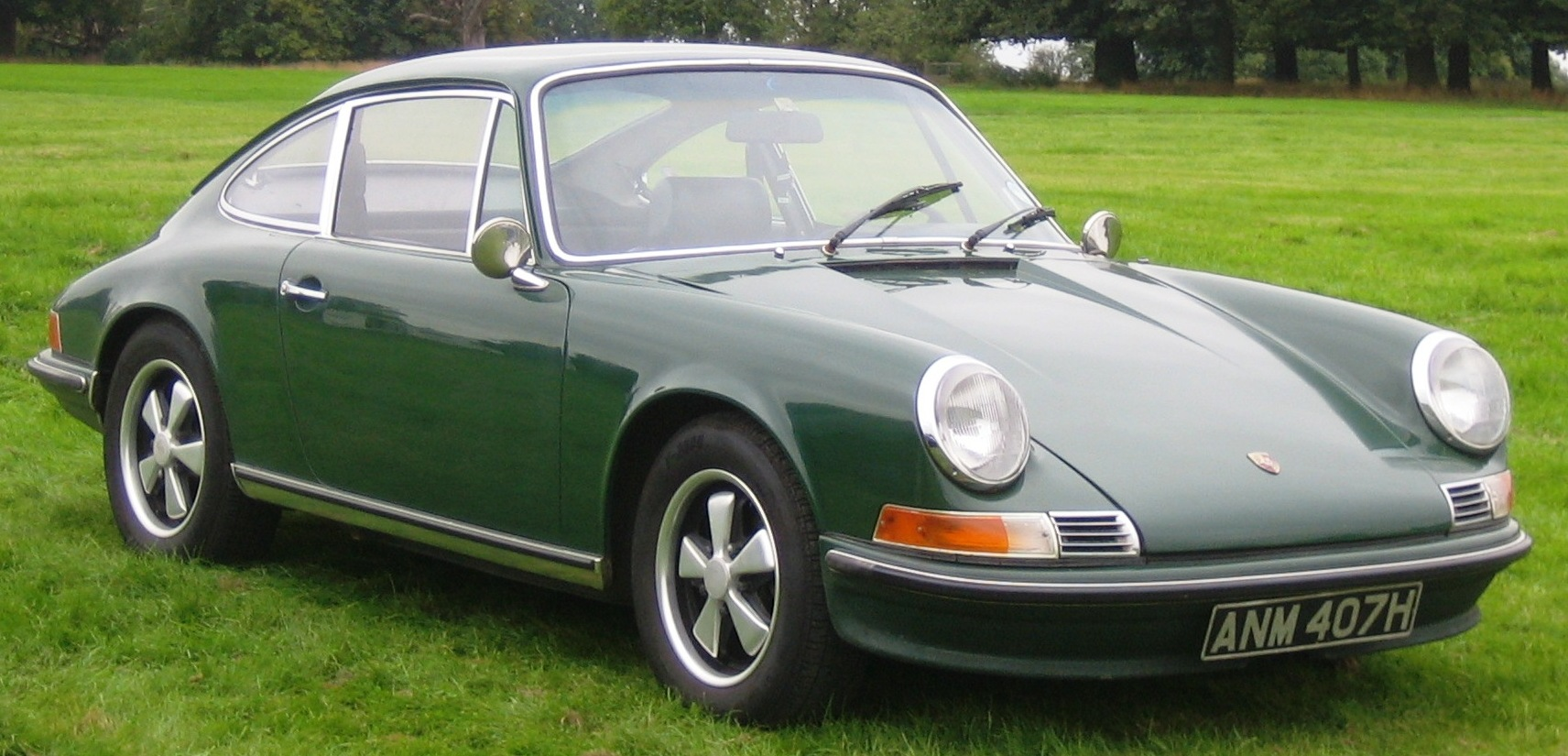
911 E del 1970

La prima generazione della 911, costruita in serie a partire dal settembre 1964, riprendeva in toto il modello originale 901 presentato nel 1963 e dotato del motore boxer a sei cilindri da 2 litri che erogava 130 CV. A differenza della Porsche 356, con carrozzeria e telaio basati ancora sul Maggiolino, la 911 introduceva un inedito telaio monoscocca con carrozzeria autoportante, lo sterzo a pignone e cremagliera, sospensioni anteriori con bracci trasversali e posteriori a bracci longitudinali.

#### 912
L'anno successivo arrivò una versione più economica della 911, dotata del precedente quattro cilindri della Porsche 356 e venduta come Porsche 912.

#### 911 S, L, T e E

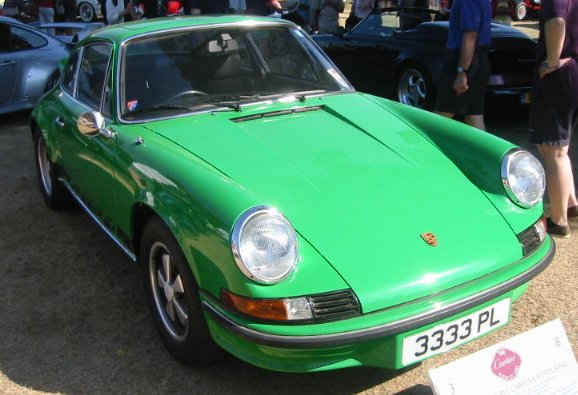
Porsche 911 Carrera RS del 1973

Nell'estate del 1966 venne aggiunta alla gamma la 911 S, che conservava la medesima cilindrata ma era più potente grazie ad un rapporto di compressione più elevato, che erogava 118 kW (160 CV). Allo stesso tempo, alla Coupé si aggiunse la Targa. Nel 1968 il modello base 911 con motore da 130 CV venne rinominato 911 L (Lusso); allo stesso tempo, venne introdotta la 911 T (Touring) che era disponibile come modello più economico con un motore depotenziato da 110 CV e cambio a quattro marce (sulle altre era a 5 marce). La 911 L con motore a carburatore fu sostituita nel 1969 dalla 911 E, con potenza di 140 CV (103 kW) e iniezione meccanica indiretta; lo stesso motore venne poi utilizzato anche nella 911 S da 170 CV (125 kW). Oltre che per la potenza del motore, i modelli T, E ed S differivano anche per l'equipaggiamento.

#### Porsche 911 RS e RSR

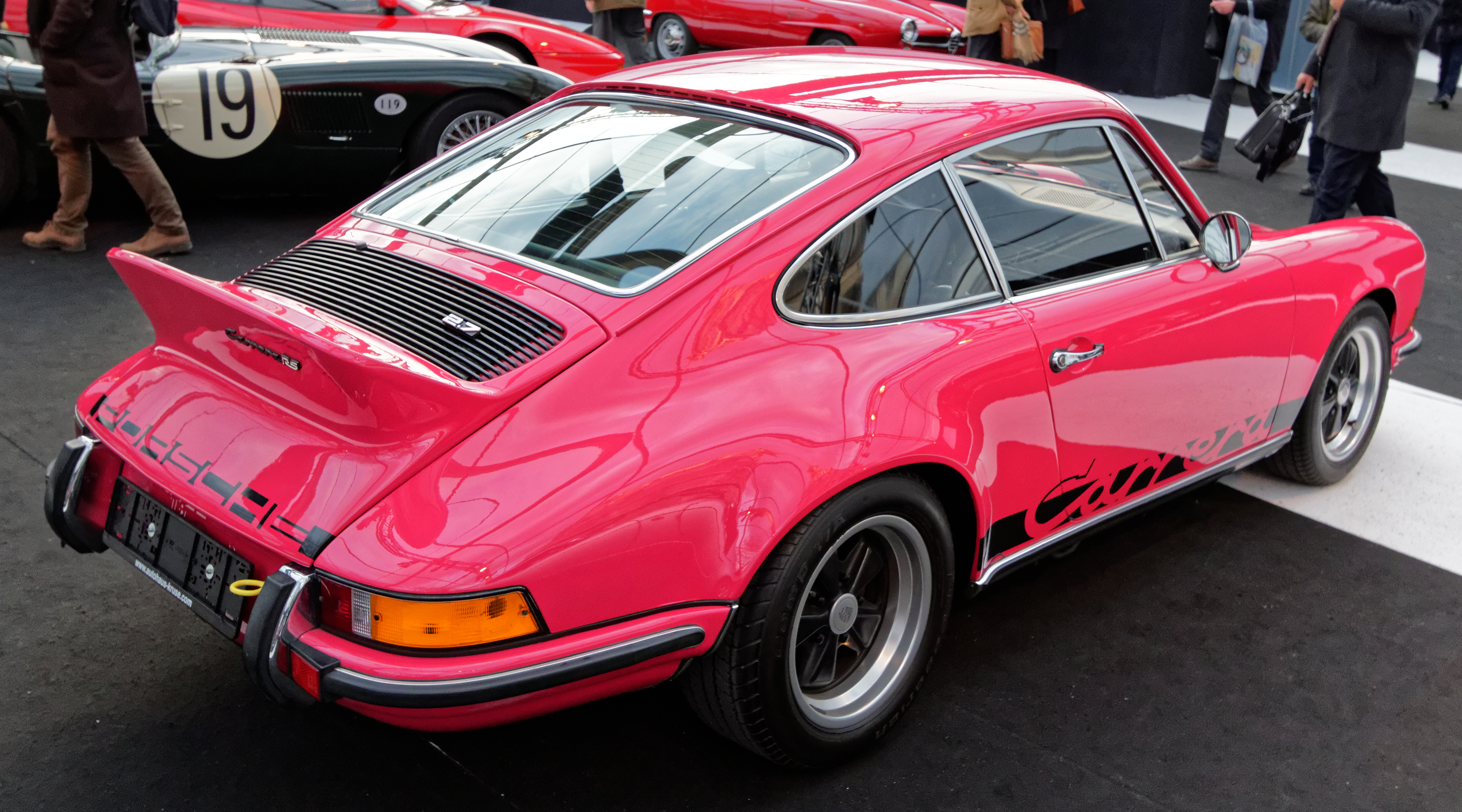
Porsche 911 Carrera RS 2.7 retro

Nell'ottobre 1972, al salone di Parigi fu presentata una versione sportiva della 911, la Carrera RS 2.7. Sviluppata per soddisfare i requisiti di omologazione per l'impiego nell'automobilismo, la Carrera 2.7 RS aveva un motore più grande (2687 cm³) che sviluppava 210 CV ed era dotata di iniezione meccanica, sospensioni irrigidite, spoiler posteriore "a coda d'anatra", freni e ruote e parafanghi posteriori più grandi.Vennero proposte 2 versioni, ossia la RS Touring con allestimento di carrozzeria di serie e la Sport Lightweight alleggerita di circa 100kg mediante parti in lamiera meno spesse e varie semplificazioni. In totale furono prodotte 1.580 unità per omologazione nel FIA Gruppo 4 e 49 Carrera RSR con motori da 2.808 cc da 300 CV. Nel 1974 arrivò la Carrera RS 3.0 con motore da 230 CV. Inoltre un prototipo di Carrera RSR Turbo (con motore da 2,1 litri) arrivò secondo alla 24 Ore di Le Mans nel 1974.

#### Porsche 911 "G" (1973–1989)
Nel 1974 la 911 venne radicalmente rivista. La caratteristica identificativa esterna più evidente erano i paraurti più alti e massicci, che si inglobavano con la carrozzeria tramite soffietti in plastica nera, necessari per soddisfare le normative della NHTSA. Per soddisfare ciò, i paraurti delle auto destinate agli USA erano collegati alla carrozzeria tramite ammortizzatori idraulici. Al lancio era disponibile solo nelle versioni 911, 911 S e 911 Carrera. Anche nelle versioni meno potenti la cilindrata del motore venne aumentata a 2,7 litri: la 911 erogava 110 kW (150 CV), la 911 S 128 kW (175 CV) e la Carrera 154 kW (210 CV).

#### Porsche 911 Turbo (1974–1989)
Dopo la BMW 2002 turbo presentata nel 1973, l'anno successivo Porsche divenne il secondo costruttore di serie a utilizzare un turbocompressore su un veicolo stradale. All'inizio degli anni '70 Porsche ottenne grande successo nelle competizioni con vetture sovralimentate come la Porsche 917/10 e 917/30 e acquisì esperienza che fu poi utilizzata nella produzione in serie. La nuova Porsche 911 Turbo, sviluppata con il numero 930, fu presentata al salone di Parigi nel 1974. Caratteristiche tipiche della 911 Turbo sono i parafanghi anteriori e posteriori notevolmente allargati e il grande alettone posteriore. L'auto con una cilindrata di 3 litri aveva inizialmente una potenza di 191 kW (260 CV). La potenza fu aumentata a 220 kW (300 CV) nel 1978 attraverso una maggior rapporto di compressione, incrementando la cilindrata a 3,3 litri e usando un intercooler.

### Serie 964

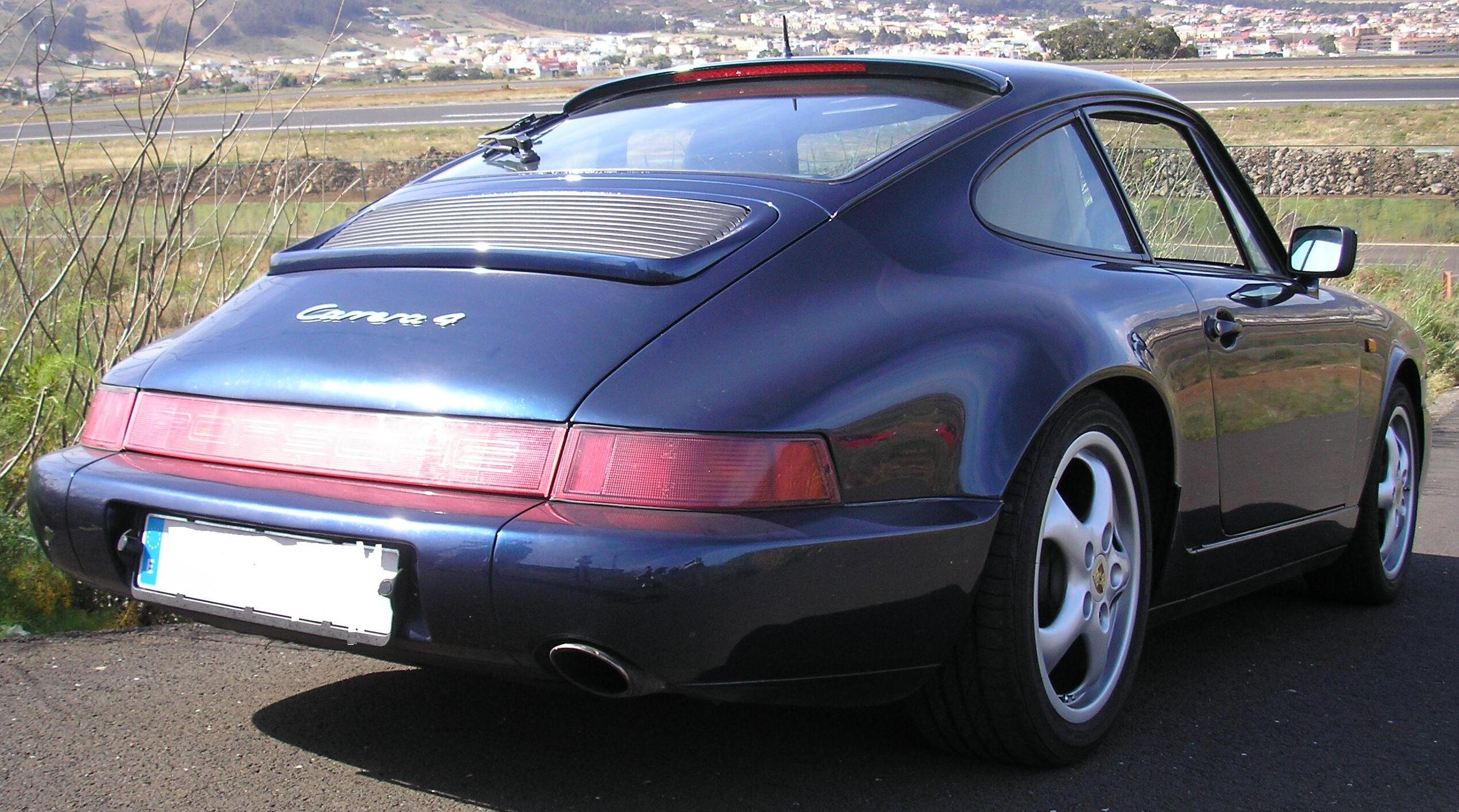
Porsche 964 Carrera 4

Nel giugno 1989 la Porsche introduce la 911 serie 964, un approfondito aggiornamento della 911. Presentata inizialmente con numerosi aggiornamenti in gran parte derivati dalla Porsche 959 nella versione Carrera 4 (dove il 4 sta ad indicare la trazione integrale sulle quattro ruote permanente) e dotata di un motore da 3600 cm³ con doppia accensione e 250 CV. La 911 Carrera 4 era dotata di ABS di serie.
Esteticamente rinnovata nei paraurti più avvolgenti ed integrati, cerchi dal design più moderno a 5 razze, la fanaleria posteriore ora è come un'unica fascia avvolgente in colore rosso, mentre risulta innovativo l'alettone posteriore a completa scomparsa e comando elettrico (esce automaticamente oltre 90 km/h oppure a comando manuale del conducente). Vengono rinnovati anche gli interni, ma sempre nel rispetto della tradizione.
Nel 1990 viene presentata anche la 911 Carrera 2 o semplicemente Carrera, con la stessa dotazione ad eccezione della trazione che è esclusivamente posteriore come da tradizione. Oltre alla Carrera 2, lo stesso anno debutta anche la versione “corsaiola” 911 Carrera 2 3.6 RS, una versione più performante, essenziale e alleggerita grazie ad un allestimento semplificato, irrigidita nell'assetto e con motore in grado di erogare 260 CV con una maggior coppia. Dopo quasi 20 anni ricompare la dicitura RS Renn Sport su una 911.
Sempre nel 1990 viene presentata la 911 Turbo 3.3, dopo un anno di assenza la Turbo ricompare nel listino di produzione della 911. Esteticamente rinnovata e raffinata acquisisce tutte le novità della serie 964, con i classici parafanghi maggiorati per ospitare ruote più grandi, ad esclusione dell'ala posteriore dimensionalmente più grande e fissa. La 964 Turbo a trazione posteriore come da tradizione, viene inizialmente presentata con un motore 3.3 derivato, rivisto e potenziato della serie precedente, ora con 320 CV, mentre nel 1994 viene sviluppato un motore Turbo derivato dalle Carrera da 3600 cm³ dotato di ben 360 CV. Questa serie di 911 Turbo 3.6 è prodotta solo per alcuni mesi in pochi esemplari, molto rara, più potente e dotata di cerchi in lega di tipo scomponibile, al retro riporta la scritta cromata con dicitura “Turbo 3.6”, alcuni erroneamente considerano tipo 965 questa versione.
Nel 1993 fu prodotta in 80 esemplari la Turbo S, motore 3.6 da 381 CV, riconoscibile per le prese d'aria sui parafanghi posteriori.
Nel 1993 viene presentata la 911 Carrera 2 Speedster (una cabriolet con parabrezza di ampiezza ridotta) e la 911 Carrera 2 3.8 RS (con motore di 3,8 litri da 300 CV) una nuova versione corsaiola, più aggressiva potente ed essenziale. La 911 serie 964 è stata prodotta con carrozzeria coupé, targa, cabriolet e speedster fino al 1994.

### Serie 993

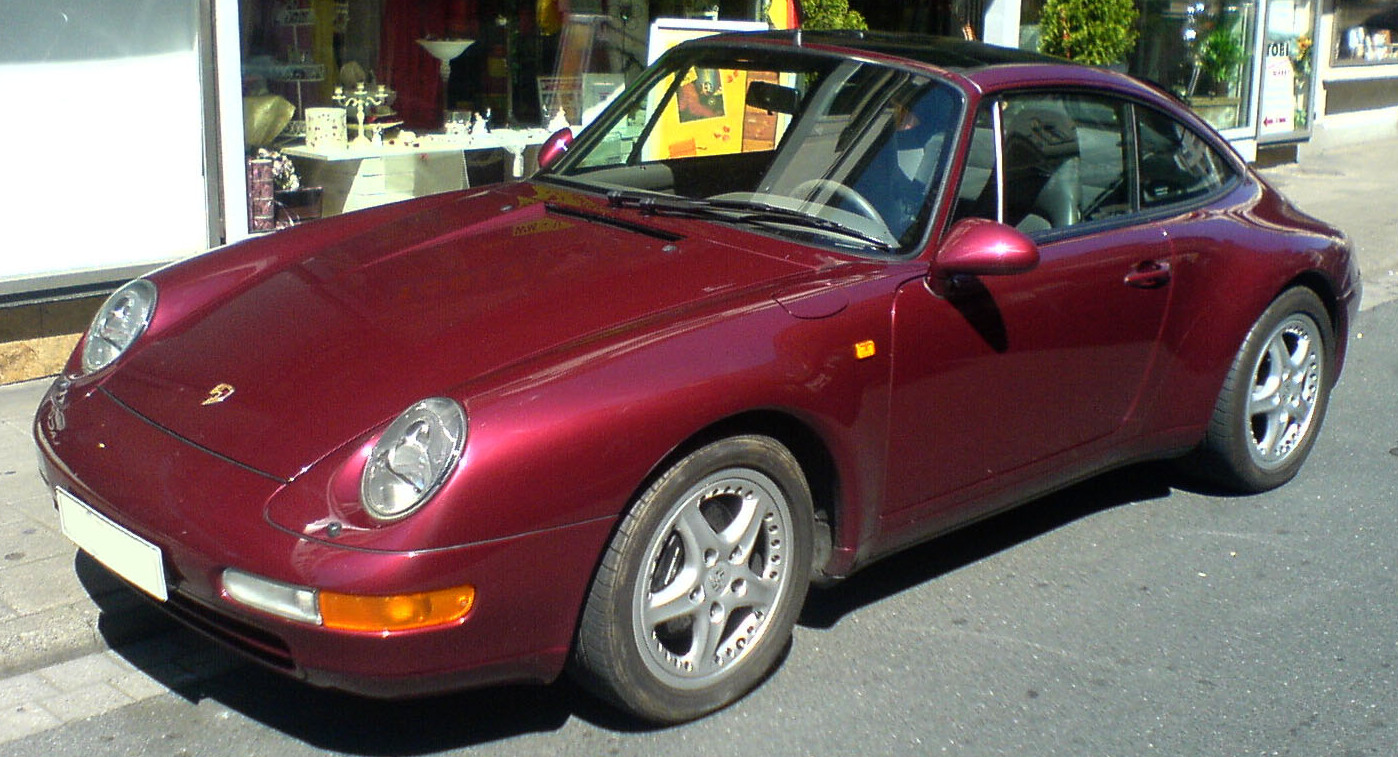
Porsche 993 Targa

L'ultima 911 con motore raffreddato ad aria fu la serie 993 lanciata nel settembre 1993.
Il restyling fu più consistente e coinvolse (per la prima volta dal '63) anche le lamiere in modo evidente: i fari anteriori più inclinati ed il diverso taglio dei gruppi ottici posteriori costrinsero la Porsche a ridisegnare i parafanghi anteriori e alcune lamiere posteriori. Nuovi anche i paraurti e parte degli interni. Rilevanti anche le novità tecniche: nuova sospensione posteriore, denominata "LSA", acronimo che sta per "leggero, stabile, agile" (con traliccio che ingabbiava il motore) e 6 cilindri boxer con condotti di aspirazione a lunghezza variabile "Varioram" introdotta dal Model Year 1996 con conseguente aumento della potenza a 286 CV. Ulteriore novità tecnica fu l'adozione, per la prima volta su un'auto di serie, del fondo piatto, soluzione che migliorò l'aerodinamica e la stabilità della vettura.

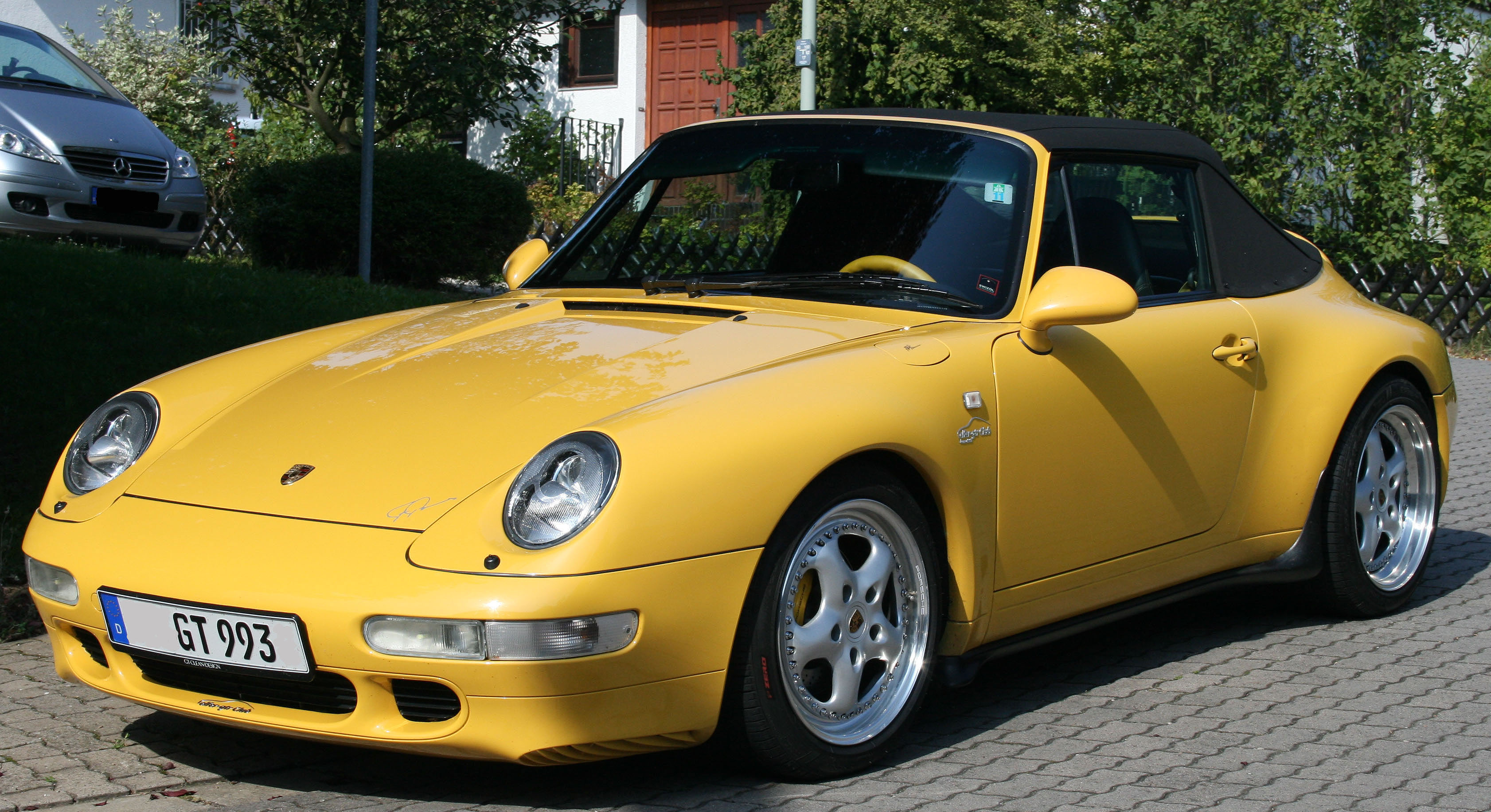
Una Porsche 993 Cabriolèt

La nuova sospensione garantiva un'eccellente tenuta di strada anche al cospetto dei 272 CV erogati dal 6 cilindri di 3,6 litri. Nuova anche la trazione integrale della 911 Carrera 4. Sia le 911 Carrera 2 (a 2 ruote motrici) che le 911 Carrera 4 erano disponibili in versione coupé o cabriolet. La versione Targa non venne inizialmente prodotta.
La 911 Turbo nella serie 993 venne notevolmente modificata e potenziata, dotata di trazione integrale permanente e sovralimentazione con 2 turbocompressori più intercooler, per un totale di 408 CV. La 911 Turbo è in grado di scattare da 0–100 km/h in 4,5 secondi e raggiunge i 290 km/h. Nel 1997 venne realizzata la 911 Turbo S, una versione da 450 CV, riconoscibile per una piccola presa d'aria di forma ovale nella parte anteriore alta dei parafanghi posteriori e per un diverso paraurti anteriore più profilato. Le prestazioni della 911 Turbo S sono le seguenti accelerazione 0–100 km/h in 4 secondi e velocità massima di 296 km/h.
Nel 1995, con il Model Year 1996, venne riproposta una versione denominata Targa: si trattava di una Carrera 2 con tetto apribile panoramico in cristallo azionato elettronicamente.

Lo stesso anno vennero lanciate le Carrera S e Carrera 4 S, con carrozzeria "Turbo look".

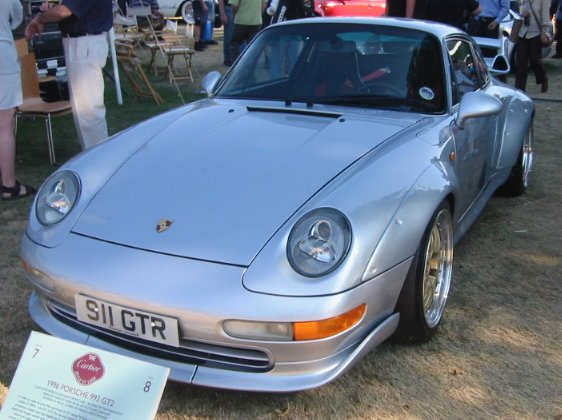
993 GT2 Alleggerita

Nel 1996 entrarono in gamma la 911 Carrera RS (motore di 3,8 litri Varioram da 300 CV, trazione posteriore e carrozzeria alleggerita di 100 kg) e la GT2 (versione alleggerita come la RS, ma con motore biturbo da 430 o 450 CV a seconda delle versioni e solamente a trazione posteriore). Le 911 GT2 avevano il roll-bar a gabbia, interni minimalisti e da competizione, cerchi scomponibili, parafanghi ulteriormente allargati con parti rivettate e un'ampia ala posteriore biplano (con 2 superfici di carico). Anche al frontale le differenze sono immediatamente evidenti nell'ampio spoiler anteriore. Come da foto a lato.
La serie delle 911 con motore raffreddato ad aria si chiuse nel 1997.

## Le 911 raffreddate ad acqua

### Serie 996

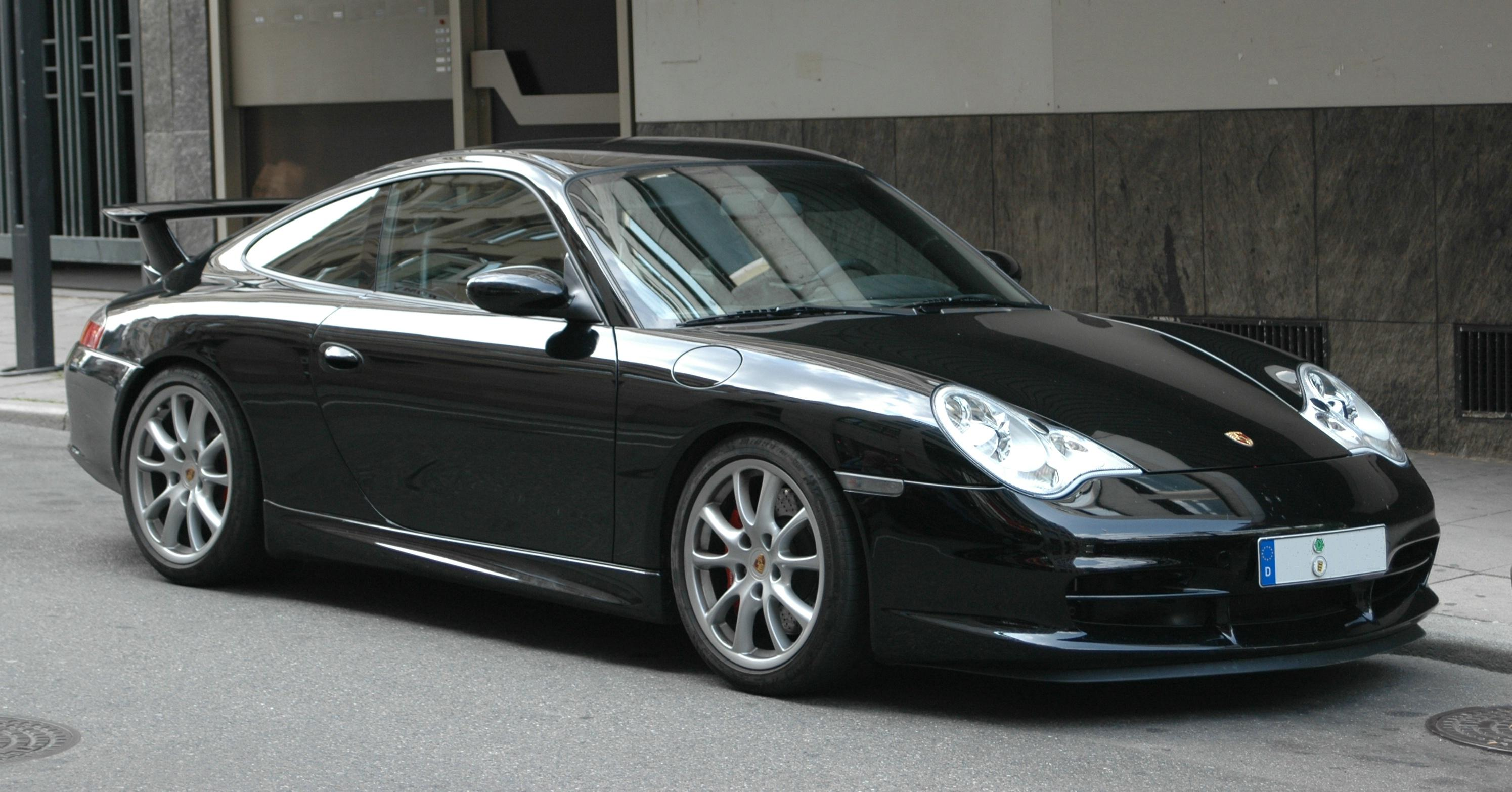
Porsche 996 GT3 (2003)

Nell 1997 arrivò la 996, totalmente riprogettata partendo da un foglio bianco, dotata per la prima volta di motore raffreddato a liquido.
Nel 1999 arrivò la GT3, con motore aspirato di 3,6 litri da 360 CV e carrozzeria alleggerita in versione Mk1 riconoscibile facilmente dall'alettone posteriore con profilo laterale a C, mentre nel 2003 venne presentata la versione GT3 Mk2 con motore potenziato a 381 CV, con alettone posteriore piatto. Entrambe le versioni erano disponibili in allestimento standard o Club Sport, quest'ultima con allestimento più sportivo. Vennero prodotte inoltre le GT3 RS, una GT3 con vocazione da pista (RS Renn Sport) con motore aspirato 3.6 litri da 381 CV, ma dotate di finiture da competizione, come l'ala posteriore maggiorata in carbonio, il roll bar, i sedili alleggeriti direttamente derivati dalle vetture da competizione. Queste vetture sono riconoscibili oltre che per l'ala posteriore maggiorata in carbonio per i cerchi colorati nello stesso colore dell'adesivo GT3 RS presente sulle fiancate.
Nel 2000 entrò in produzione la 911 Turbo con motore biturbo (420 CV) e trazione integrale che spinge la vettura da 0 a 100 km/h in soli 4,2 secondi. La carrozzeria, inizialmente solo coupé poi anche in versione cabrio, venne allargata rispetto alle "normali", ma era meno estrema rispetto alle edizioni precedenti. Nel frontale debuttarono fari diversi che anticiparono il restyling su tutta la gamma, e sono state introdotte due grosse prese d'aria laterali e feritoie sul paraurti posteriore più alettone (sdoppiato superati i 120 km/h) che ne aumentarono l'aggressività rispetto alla 911 standard, oltre che le prestazioni aerodinamiche.
Nel 2002 è stato inoltre proposto il modello potenziato "Turbo S", una versione elaborata della 996 turbo che spinge il motore da 420 CV a 450 CV limando lo 0-100 a 4,1 secondi, grazie alla rimappatura della centralina, e all'impiego di turbocompressori di maggiori dimensioni. Il tutto firmato Porsche. La carrozzeria è rimasta invariata, ad eccezione della S posteriore affiancata alla scritta turbo. Per i già possessori del turbo standard, la casa produttrice di Stoccarda ha prodotto anche il KIT S, per poter rimanere al passo senza che i più esigenti abbiamo dovuto rivendere il veicolo appositamente per avere la S.
Infine, sempre nel 2002 venne lanciata la versione GT2, derivata dalla Turbo, ma potenziata a 462 CV, alleggerita e convertita in trazione posteriore. Quest'auto, particolarmente nervosa ed impegnativa da guidare, era priva di qualsiasi controllo di trazione e stabilità, proprio in nome della filosofia racing che Porsche adotta per le proprie versioni GT. Nel 2004 la GT2 venne leggermente aggiornata nella versione cosiddetta "Mark2", potenziata a 483 CV e modificata in alcuni particolari.

### Serie 997

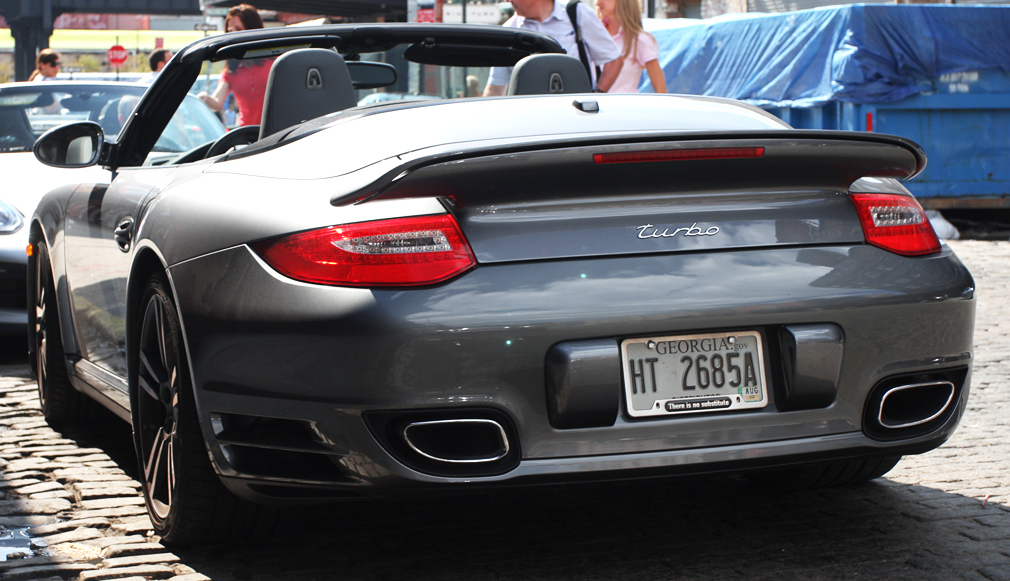
Porsche 997 Turbo Cabriolet

Nel 2005 un restyling di fari anteriori e posteriori, paraurti e interni ha dato vita alla serie 997. Rispetto al modello precedente, la nuova versione oltre al ritorno dei fari anteriori circolari (oblunghi sulla serie precedente), riportava alcune novità tecniche, soprattutto riguardanti il motore con cilindrata di 3600 cm³ (325 CV) per le 911 Carrera standard e di 3800 cm³ (355 CV) per le 911 Carrera S.
Venne mantenuta disponibile la trazione integrale accanto a quella posteriore, sia per le versioni standard che S.
Tutte sono disponibili con carrozzeria coupé, Targa o cabriolet.
Nel 2006 hanno debuttato le versioni Turbo (3,6 litri biturbo, trazione integrale, turbine a geometria variabile e 480 CV), GT3 (3,6 litri aspirata da 415 CV), GT3 RS (con la stessa meccanica della GT3 standard, carrozzeria alleggerita e assetto ancora più esasperato) e Carrera 4 Targa (con tetto panoramico in cristallo ad azionamento elettrico e trazione integrale).
Alla fine dell'autunno 2006 viene proposta la 911 997 Targa.
Nella primavera del 2009 la Porsche annuncia una versione commemorativa che si chiama Sport Classic e si rifà alle 911 classiche: in primis la 2.7 Carrera RS, di cui riprende l'alettone a coda d'anatra e i cerchi "Fuchs style" da 19". La meccanica è quella della Carrera S potenziata a 408 CV, il tetto ha la doppia gobba; ne verranno prodotti solo 250 esemplari.
Nel 2010 viene lanciata la GT2 RS: in pratica un'auto da corsa targata. L'abitacolo presenta un roll-bar, e il motore è biturbo con 620 CV, scaricati solo sull'assale posteriore: la più potente Porsche 911 omologata per circolare per strada.
Inoltre è stata creata la versione Speedster della 997: prodotta in soli 365 esemplari, a livello meccanico e stilistico è uguale alla Sport Classic, la differenza è naturalmente il tetto ripiegabile nella calotta aerodinamica in plastica. Nel 2011 viene prodotta la GT3 RS 4.0 da 500 CV che rappresenta il canto del cigno della 997.

### Serie 991

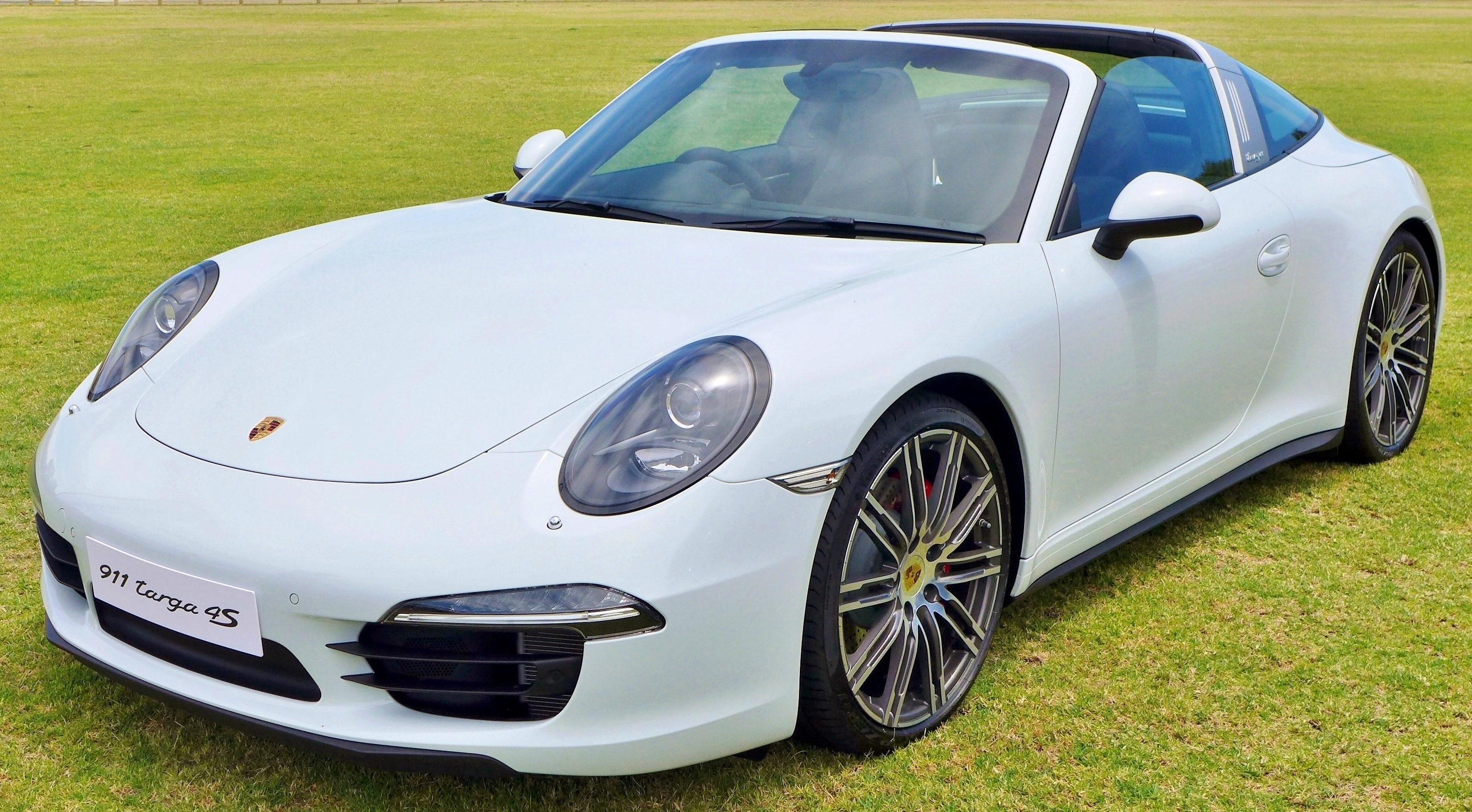
991 Targa 4S

Nel 2011 è stata presentata la Serie 991, una 911 completamente rinnovata rispetto alle serie precedenti. Pur mantenendo un'estetica familiare alla 911 serie 997 è una vettura progettata integralmente da zero con volumi maggiori ed il passo allungato di 10 cm. I motori sono il 3.4 litri da 350 CV della Carrera e il 3.8 litri da 400 CV della Carrera S lanciate in versione coupé, pochi mesi dopo è stata presentata anche la Cabriolet e successivamente venne introdotta anche la versione Targa con lunotto posteriore fisso.
Dal 2013 la Carrera S era disponibile in versione 4S, WLS con kit X051 con potenza di 430 CV.
Porsche ha presentato la 991 GT3 al salone dell'automobile di Ginevra nel 2013. La 991 GT3 è dotata di un nuovo motore a 6 cilindri a iniezione diretta (DFI) da 3,8 litri che sviluppa 475 CV (349 kW; 469 CV) a 8250 giri/min, cambio a doppia frizione Porsche Doppelkupplung (PDK) e ruota posteriore sterzante. Il motore è basato sull'unità montata sulla 991 Carrera S, ma condivide solo alcune parti comuni. Tutti gli altri componenti, in particolare l'albero motore e la distribuzione, sono stati adattati o sviluppati appositamente per la 991 GT3. Il cambio a doppia frizione è un'altra caratteristica sviluppata appositamente per la 991 GT3, basata sui cambi manuali sequenziali utilizzati nelle auto da corsa. Il cambio a doppia frizione è un'altra caratteristica sviluppata appositamente per la 991 GT3, basata sui cambi manuali sequenziali utilizzati nelle auto da corsa. Si dice che la 911 GT3 sia in grado di accelerare da 0 a 97 km/h in 3,2 secondi, e il quarto di miglio in 11,2 secondi a 203 km/h. La GT3 ha una velocità massima dichiarata di 315 km/h (196 mph). È disponibile anche in versione Club Sport.
La 991 Turbo venne introdotta nel 2013 era dotata del motore 3.8 litri biturbo dotato di 520 CV e 560 CV nella versione Turbo S entrambe disponibili sia in versione Coupé che Cabriolet.
Alla fine del 2013 per festeggiare i 50 Anni di produzione della Porsche 911 iniziata nel 1963 vennero prodotte solamente 1963 esemplari di 991 Carrera S numerate.
A partire dal 2015 venne introdotta la 991 Carrera GTS dotata di motore aspirato 3,8 litri con 430 CV, lo stesso della 4S WLS X051 disponibili in versione Coupé, Cabriolet e Targa.
Sempre nel 2015 venne lanciata la 991 GT3 RS (Renn Sport) con motore 4,0 litri e 500 CV di potenza, una versione alleggerita e potenziata della GT3 in grado di raggiungere prestazioni di accelerazione da 0 a 100 km/h in 3,3 secondi e velocità massima dichiarata di 310 km/h. La GT3 RS è riconoscibile per gli sfoghi d'aria a lamelle di colore nero presenti nella parte superiore dei parafanghi anteriori, oltre all'alettone posteriore rialzato ai lati del quale campeggia la scritta RS 4.0. 
Nel 2016 viene presentata in serie limitata a 992 esemplari la 911 (991) R, basata sulla 991 GT3, ma dotata di cambio meccanico a 6 rapporti, allestimento semplificato e privata di appendici aerodinamiche; tale vettura è disponibile unicamente in colore bianco, con strips longitudinali in diversi colori che attraversano tutto il corpo vettura; dal punto di vista prestazionale grazie ai 500 CV, raggiunge i 322 km/h e compie lo 0 a 100 km/h in 3,6 secondi.
Nel 2017 nasce la 991 GT3 Mk2, che viene potenziata e riceve nella versione il motore 4,0 litri con 500 CV della versione RS.
Nel 2017 venne proposta per una clientela selezionata la versione GT2 RS con motore 3,8 litri biturbo da 700 CV, in grado di raggiungere prestazioni elevatissime, quali la velocità massima di 340 km/h ed accelerazione da 0 a 100 km/h in 2,8 secondi e da 0 a 200 km/h in 8,3 secondi. Questa versione super sportiva con velleità corsaiole poteva essere ordinata standard, oppure con il Kit Weissach. Solamente 200 esemplari della GT2 RS vennero prodotti nella versione Club Sport.
Nel 2018 la 991 GT3 RS (Mk2) viene potenziata a 520 CV con prestazioni leggermente superiori pari a 3,2 secondi da 0 a 100 km/h e una velocità di punta di 312 km/h.

### Serie 992

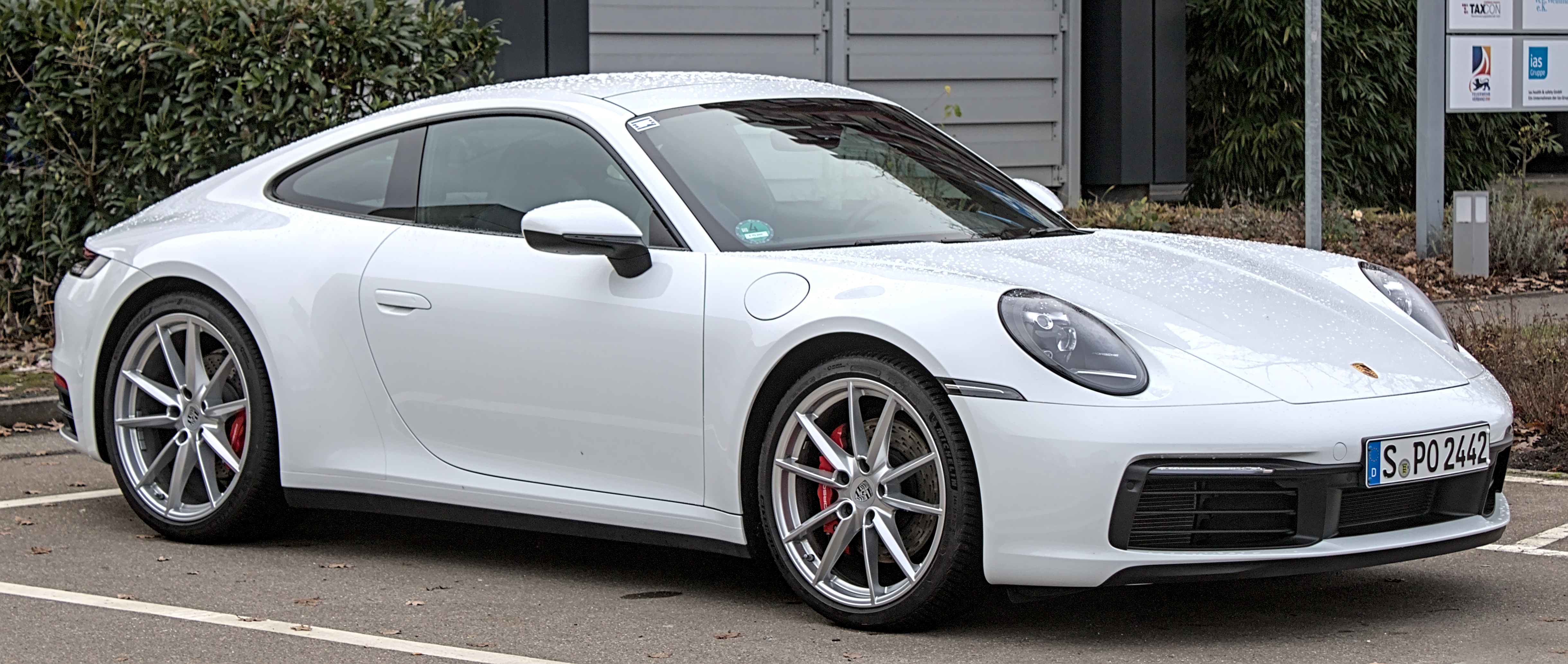
992 Carrera S

Presentata al salone di Los Angeles nel 2018 questa nuova 911, evoluzione della 991, ora siglata 992 rappresenta l'ultima evoluzione stilistica della 911 in produzione dal 1963.
Lo stile posteriore ora ha i fanali uniti tra di loro da un sottile led, sovrastato da una griglia di ventilazione del motore che richiama le 911 degli anni 80.
Debutta nel 2019 in concessionaria la 911 Carrera S e Carrera 4S (trazione integrale), entrambe dotate del motore 3.0 litri Turbo dotato di 450 CV in grado di far scattare la Carrera S da 0 a 100 in soli 3,7 secondi (che scendono a 3,6 per la 4S) per una velocità massima di 308 km/h (306 km/h per la 4S) entrambe dotate di cambio robotizzato ad 8 marce a doppia frizione o in alternativa il cambio manuale a 7 marce.
La 992 ha una ricca dotazione tecnologica per la guida assistita: tra queste dotazioni, spiccano una modalità di guida sul bagnato, la telecamera Night Vision Assist (in grado di riconoscere i pedoni anche nel buio più profondo), la frenata automatica d'emergenza e il regolatore di velocità (cruise control) adattivo.

## La 911 nelle competizioni
Tra il 1967 e il 1969 la Porsche 911S conquistò il primo posto della classe due litri nel campionato statunitense Trans-Am. Tali modelli erano equipaggiati con sedili sportivi Recaro, roll-bar interno di sicurezza, ammortizzatori sportivi Koni regolabili, finestrini e parabrezza in plastica per diminuire il peso, serbatoio dalla capienza per 100 litri di carburante, freni a disco con pinze in alluminio e propulsore elaborato a 180 CV di potenza. Per contenere ancora di più il peso, la gran parte degli accessori di serie era stato eliminato.